# Beauville (Haute-Garonne)
Cet article possède un paronyme, voir Biville.
Pour les articles homonymes, voir Beauville.
Beauville est une commune française située dans le nord-est du département de la Haute-Garonne, en région Occitanie. Sur le plan historique et culturel, la commune fait partie du Lauragais, l'ancien « Pays de Cocagne », lié à la fois à la culture du pastel et à l’abondance des productions, et de « grenier à blé du Languedoc ».
Exposée à un climat océanique altéré, elle est drainée par la Marcaissonne, la Grasse et par divers autres petits cours d'eau.
Beauville est une commune rurale qui compte 170 habitants en 2022, après avoir connu un pic de population de 380 habitants en 1846. Elle fait partie de l'aire d'attraction de Toulouse. Ses habitants sont appelés les Beauvillois ou  Beauvilloises.
Ses habitantes sont les Beauvilloises et ses habitants sont les Beauvillois.

## Géographie

### Localisation
1. Carte dynamique
2. Carte Openstreetmap
3. Carte topographique
4. Carte avec les communes environnantes

La commune de Beauville se trouve dans le département de la Haute-Garonne, en région Occitanie.
Elle se situe à 30 km à vol d'oiseau de Toulouse, préfecture du département, et à 19 km de Revel, bureau centralisateur du canton de Revel dont dépend la commune depuis 2015 pour les élections départementales.
La commune fait en outre partie du bassin de vie de Caraman.
Les communes les plus proches sont : 
Maurens (1,9 km), Cambiac (2,2 km), Toutens (2,4 km), Juzes (3,1 km), Ségreville (3,1 km), Cessales (3,2 km), Saint-Germier (3,4 km), Saint-Vincent (4,0 km).
Sur le plan historique et culturel, Beauville fait partie du Lauragais, occupant une vaste zone, autour de l’axe central que constitue le canal du Midi, entre les agglomérations de Toulouse au nord-ouest et Carcassonne au sud-est et celles de Castres au nord-est et Pamiers au sud-ouest. C'est l'ancien « Pays de Cocagne », lié à la fois à la culture du pastel et à l’abondance des productions, et de « grenier à blé du Languedoc ».
Les communes limitrophes sont  Cambiac, Caraman, Cessales, Juzes, Lux, Maurens, Saint-Vincent, Ségreville et Toutens.
| Ségreville              | Caraman   | Cambiac |
| Toutens                 | Beauville | Maurens |
| Cessales, Saint-Vincent | Lux       | Juzes   |

### Hydrographie

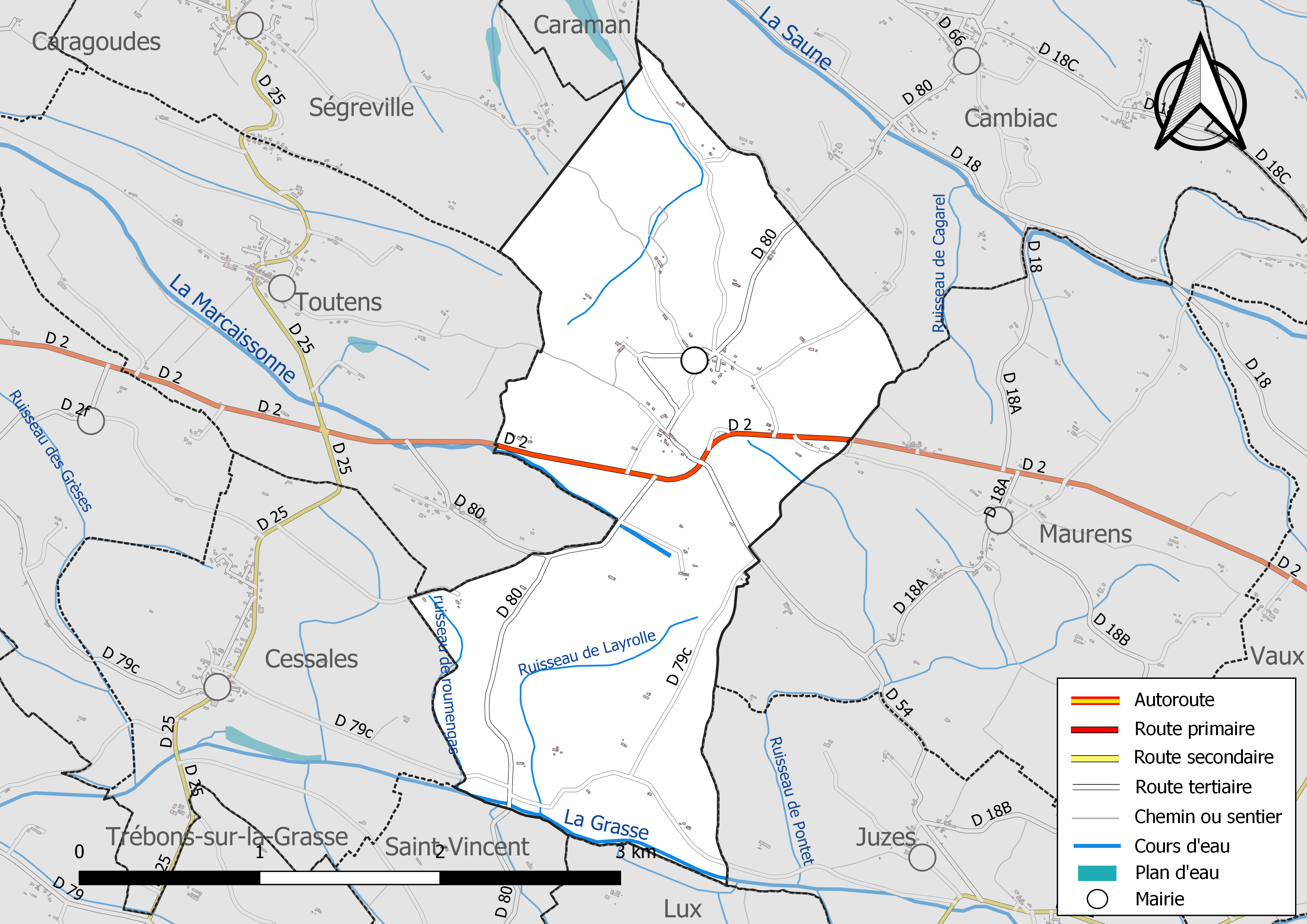
Réseaux hydrographique et routier de Beauville.

La commune est dans le bassin de la Garonne, au sein du bassin hydrographique Adour-Garonne. Elle est drainée par la Marcaissonne, la Grasse, le ruisseau de Layrolle, le ruisseau de roumengas et par divers petits cours d'eau, constituant un réseau hydrographique de 8 km de longueur totale,.
La Marcaissonne, d'une longueur totale de 26,5 km, prend sa source dans la commune de Beauville et s'écoule du sud-est vers le nord-ouest. Elle traverse la commune et se jette dans l'Hers-Mort à Toulouse, après avoir traversé 14 communes.
La Grasse, d'une longueur totale de 18 km, prend sa source dans la commune des Les Cassés et s'écoule vers l'ouest puis se réoriente vers le sud-ouest. Il traverse la commune et se jette dans le Marès à Montgaillard-Lauragais, après avoir traversé 11 communes.

### Climat
Pour des articles plus généraux, voir Climat de l'Occitanie et Climat de la Haute-Garonne.
En 2010, le climat de la commune est de type climat du Bassin du Sud-Ouest, selon une étude s'appuyant sur une série de données couvrant la période 1971-2000. En 2020, Météo-France publie une typologie des climats de la France métropolitaine dans laquelle la commune est exposée à un climat océanique altéré et est dans la région climatique Aquitaine, Gascogne, caractérisée par une pluviométrie abondante au printemps, modérée en automne, un faible ensoleillement au printemps, un été chaud (19,5 °C), des vents faibles, des brouillards fréquents en automne et en hiver et des orages fréquents en été (15 à 20 jours).
Pour la période 1971-2000, la température annuelle moyenne est de 12,9 °C, avec une amplitude thermique annuelle de 15,7 °C. Le cumul annuel moyen de précipitations est de 789 mm, avec 10,6 jours de précipitations en janvier et 5,4 jours en juillet. Pour la période 1991-2020, la température moyenne annuelle observée sur la station météorologique la plus proche, située sur la commune de Ségreville à 3 km à vol d'oiseau, est de 13,4 °C et le cumul annuel moyen de précipitations est de 747,6 mm,. Pour l'avenir, les paramètres climatiques de la commune estimés pour 2050 selon différents scénarios d'émission de gaz à effet de serre sont consultables sur un site dédié publié par Météo-France en novembre 2022.

### Milieux naturels et biodiversité
Aucun espace naturel présentant un intérêt patrimonial n'est recensé sur la commune dans l'inventaire national du patrimoine naturel,,.

## Urbanisme

### Typologie
Au 1er janvier 2024, Beauville est catégorisée commune rurale à habitat dispersé, selon la nouvelle grille communale de densité à sept niveaux définie par l'Insee en 2022.
Elle est située hors unité urbaine. Par ailleurs la commune fait partie de l'aire d'attraction de Toulouse, dont elle est une commune de la couronne,. Cette aire, qui regroupe 527 communes, est catégorisée dans les aires de 700 000 habitants ou plus (hors Paris),.

### Occupation des sols
L'occupation des sols de la commune, telle qu'elle ressort de la base de données européenne d’occupation biophysique des sols Corine Land Cover (CLC), est marquée par l'importance des territoires agricoles (100 % en 2018), une proportion identique à celle de 1990 (100 %). La répartition détaillée en 2018 est la suivante : 
terres arables (100 %). L'évolution de l’occupation des sols de la commune et de ses infrastructures peut être observée sur les différentes représentations cartographiques du territoire : la carte de Cassini (XVIIIe siècle), la carte d'état-major (1820-1866) et les cartes ou photos aériennes de l'IGN pour la période actuelle (1950 à aujourd'hui).

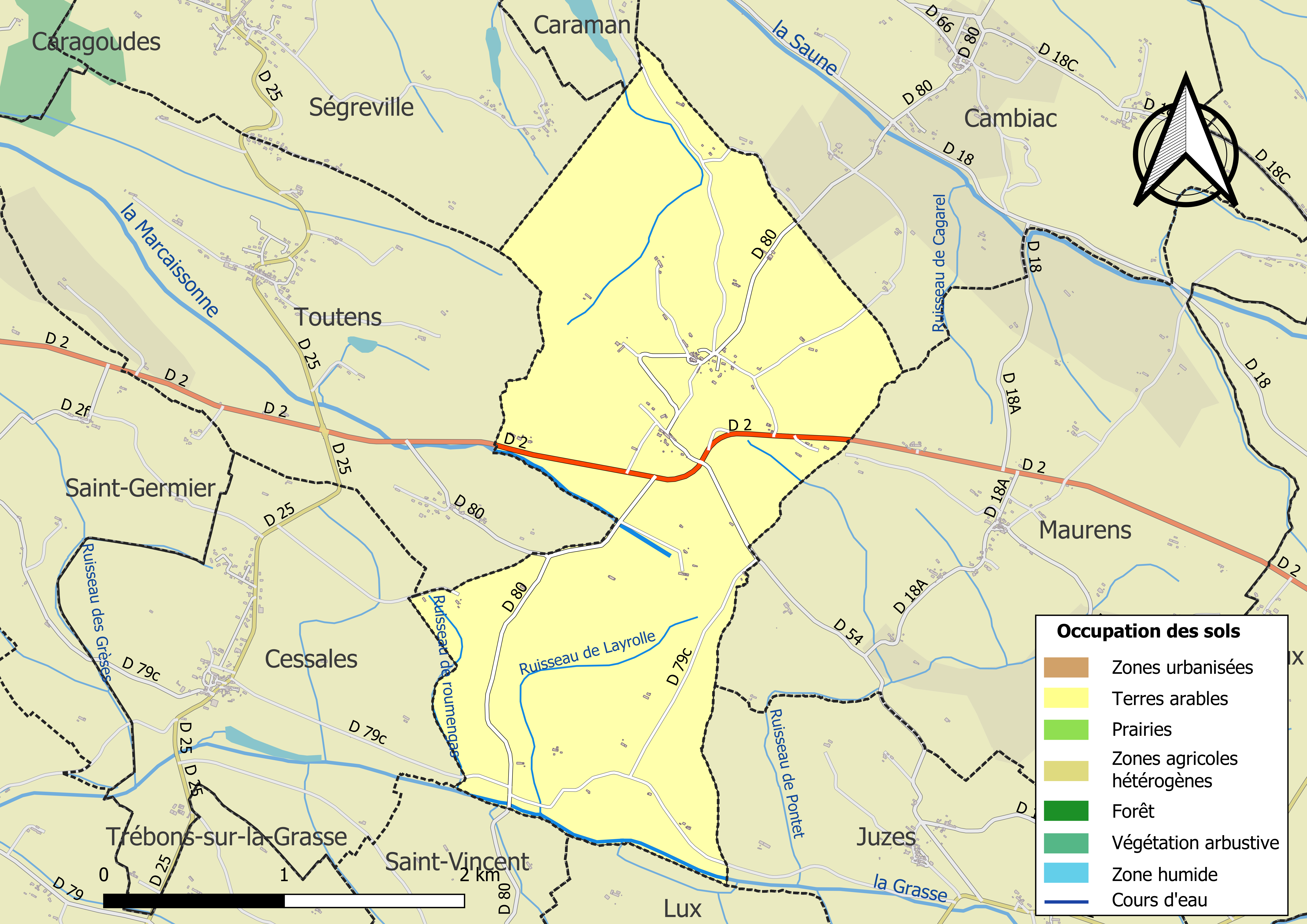
Carte des infrastructures et de l'occupation des sols de la commune en 2018 (CLC).

### Voies de communication et transports
La commune est desservie par la ligne 357 du réseau Arc-en-Ciel, reliant la gare routière de Toulouse à Revel.

### Risques majeurs
Le territoire de la commune de Beauville est vulnérable à différents aléas naturels : météorologiques (tempête, orage, neige, grand froid, canicule ou sécheresse), inondations et séisme (sismicité très faible). Un site publié par le BRGM permet d'évaluer simplement et rapidement les risques d'un bien localisé soit par son adresse soit par le numéro de sa parcelle.
Certaines parties du territoire communal sont susceptibles d’être affectées par le risque d’inondation par débordement de cours d'eau, notamment la Grasse. La commune a été reconnue en état de catastrophe naturelle au titre des dommages causés par les inondations et coulées de boue survenues en 1982, 1996, 1997, 1998, 1999 et 2009,.

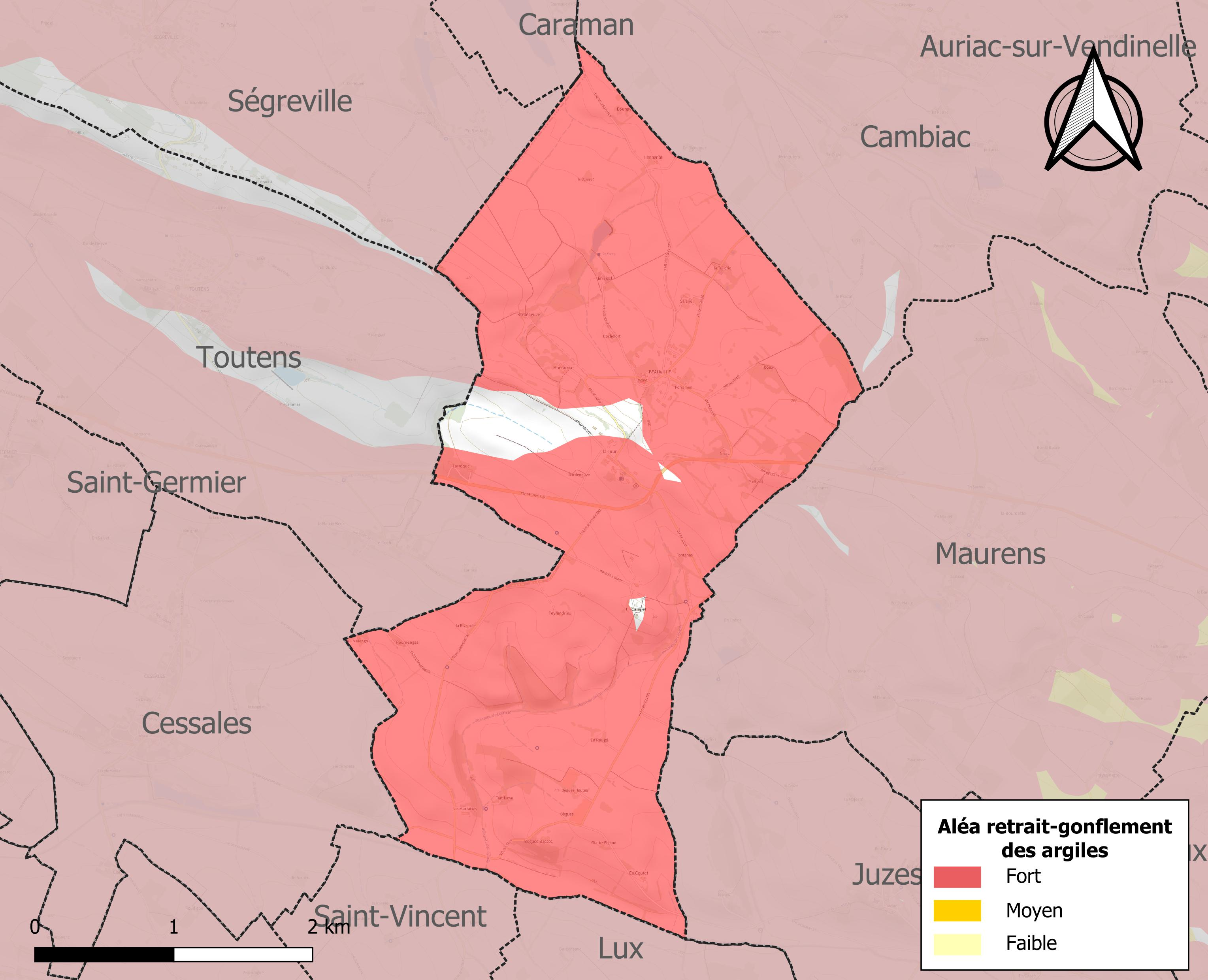
Carte des zones d'aléa retrait-gonflement des sols argileux de Beauville.

Le retrait-gonflement des sols argileux est susceptible d'engendrer des dommages importants aux bâtiments en cas d’alternance de périodes de sécheresse et de pluie. 95,5 % de la superficie communale est en aléa moyen ou fort (88,8 % au niveau départemental et 48,5 % au niveau national). Sur les 70 bâtiments dénombrés sur la commune en 2019, 67 sont en aléa moyen ou fort, soit 96 %, à comparer aux 98 % au niveau départemental et 54 % au niveau national. Une cartographie de l'exposition du territoire national au retrait gonflement des sols argileux est disponible sur le site du BRGM,.
Par ailleurs, afin de mieux appréhender le risque d’affaissement de terrain, l'inventaire national des cavités souterraines permet de localiser celles situées sur la commune.
Concernant les mouvements de terrains, la commune a été reconnue en état de catastrophe naturelle au titre des dommages causés par la sécheresse en 2003 et 2016 et par des mouvements de terrain en 1999.

## Politique et administration
| Période                                  | Période  | Identité        | Étiquette | Qualité       |
| ---------------------------------------- | -------- | --------------- | --------- | ------------- |
| Les données manquantes sont à compléter. |          |                 |           |               |
| juin 1995                                | 2014     | Gérard Fournier |           |               |
| 2014                                     | En cours | Thierry Pous    | SE        | Fonctionnaire |

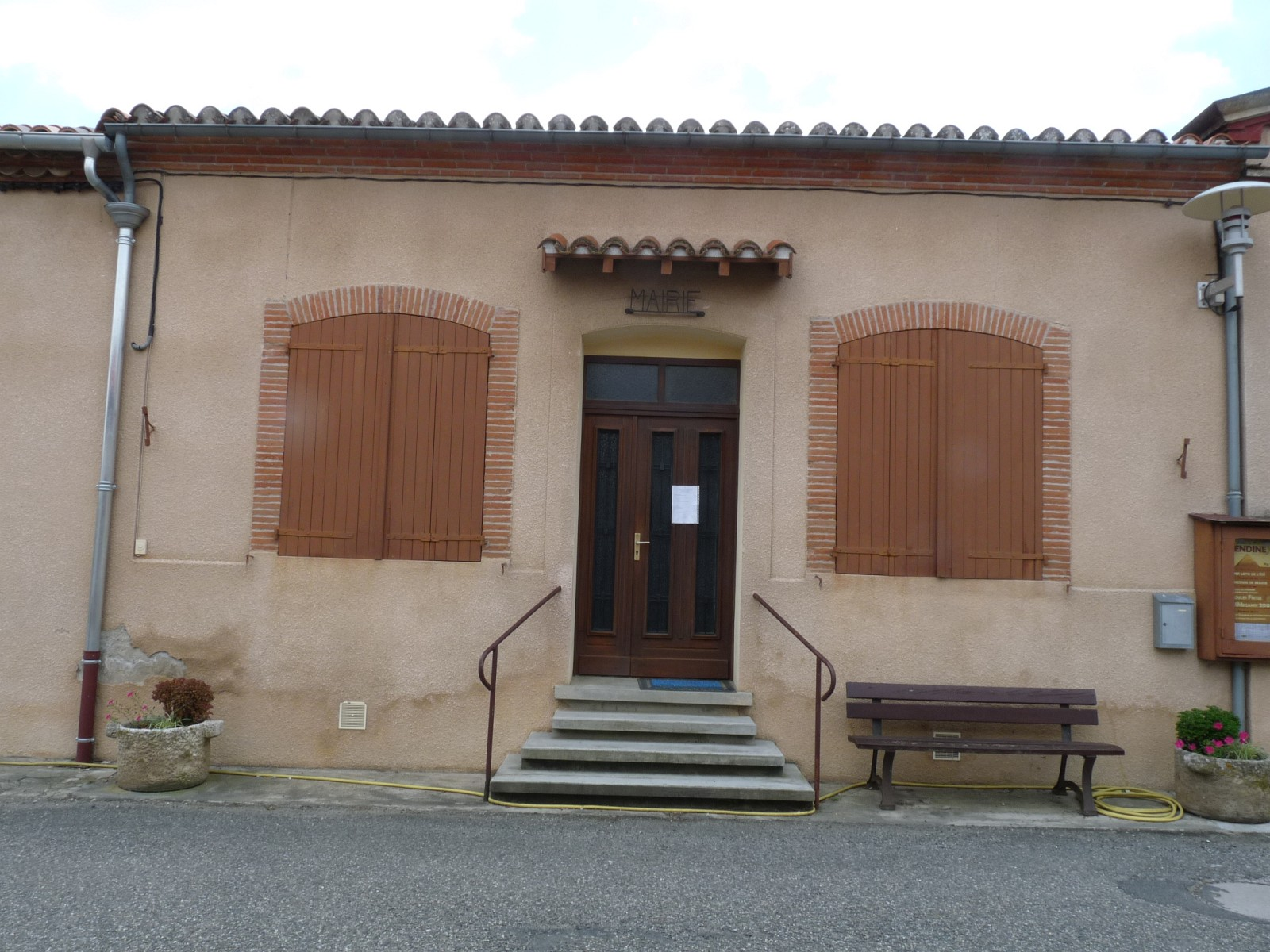
La mairie.

La commune fait partie de la septième circonscription de la Haute-Garonne.

## Démographie
L'évolution du nombre d'habitants est connue à travers les recensements de la population effectués dans la commune depuis 1793. Pour les communes de moins de 10 000 habitants, une enquête de recensement portant sur toute la population est réalisée tous les cinq ans, les populations de référence des années intermédiaires étant quant à elles estimées par interpolation ou extrapolation. Pour la commune, le premier recensement exhaustif entrant dans le cadre du nouveau dispositif a été réalisé en 2007.

En 2022, la commune comptait 170 habitants, en évolution de +3,66 % par rapport à 2016 (Haute-Garonne : +8,02 %, France hors Mayotte : +2,11 %).
| 1793 | 1800 | 1806 | 1821 | 1831 | 1836 | 1841 | 1846 | 1851 |
| ---- | ---- | ---- | ---- | ---- | ---- | ---- | ---- | ---- |
| 305  | 279  | 320  | 330  | 360  | 354  | 375  | 380  | 372  |

| 1856 | 1861 | 1866 | 1872 | 1876 | 1881 | 1886 | 1891 | 1896 |
| ---- | ---- | ---- | ---- | ---- | ---- | ---- | ---- | ---- |
| 374  | 330  | 300  | 303  | 266  | 268  | 255  | 246  | 220  |

| 1901 | 1906 | 1911 | 1921 | 1926 | 1931 | 1936 | 1946 | 1954 |
| ---- | ---- | ---- | ---- | ---- | ---- | ---- | ---- | ---- |
| 223  | 232  | 219  | 193  | 184  | 181  | 196  | 194  | 173  |

| 1962 | 1968 | 1975 | 1982 | 1990 | 1999 | 2006 | 2007 | 2012 |
| ---- | ---- | ---- | ---- | ---- | ---- | ---- | ---- | ---- |
| 136  | 113  | 95   | 100  | 82   | 106  | 126  | 129  | 147  |

| 2017 | 2022 | - | - | - | - | - | - | - |
| ---- | ---- | - | - | - | - | - | - | - |
| 170  | 170  | - | - | - | - | - | - | - |

## Économie

### Revenus
En 2018  (données Insee publiées en septembre 2021), la commune compte 65 ménages fiscaux, regroupant 177 personnes. La médiane du revenu disponible par unité de consommation est de 24 140 € (23 140 € dans le département).

### Emploi
|                | 2008  | 2013  | 2018  |
| -------------- | ----- | ----- | ----- |
| Commune        | 7,8 % | 5,1 % | 3,6 % |
| Département    | 7,7 % | 9,6 % | 9,3 % |
| France entière | 8,3 % | 10 %  | 10 %  |

En 2018, la population âgée de 15 à 64 ans s'élève à 112 personnes, parmi lesquelles on compte 76,8 % d'actifs (73,2 % ayant un emploi et 3,6 % de chômeurs) et 23,2 % d'inactifs,. En  2018, le taux de chômage communal (au sens du recensement) des 15-64 ans est inférieur à celui de la France et département, alors qu'en 2008 il était supérieur à celui du département et inférieur à celui de la France.
La commune fait partie de la couronne de l'aire d'attraction de Toulouse, du fait qu'au moins 15 % des actifs travaillent dans le pôle,. Elle compte 15 emplois en 2018, contre 13 en 2013 et 16 en 2008. Le nombre d'actifs ayant un emploi résidant dans la commune est de 84, soit un indicateur de concentration d'emploi de 17,8 % et un taux d'activité parmi les 15 ans ou plus de 67,2 %.
Sur ces 84 actifs de 15 ans ou plus ayant un emploi, 11 travaillent dans la commune, soit 13 % des habitants. Pour se rendre au travail, 92,9 % des habitants utilisent un véhicule personnel ou de fonction à quatre roues, 3,6 % les transports en commun et 3,6 % n'ont pas besoin de transport (travail au domicile).

### Activités hors agriculture
14 établissements sont implantés  à Beauville au 31 décembre 2019.
Le secteur du commerce de gros et de détail, des transports, de l'hébergement et de la restauration est prépondérant sur la commune puisqu'il représente 28,6 % du nombre total d'établissements de la commune (4 sur les 14 entreprises implantées  à Beauville), contre 25,9 % au niveau départemental.

### Agriculture
|               | 1988 | 2000 | 2010 | 2020 |
| ------------- | ---- | ---- | ---- | ---- |
| Exploitations | 6    | 6    | 4    | 4    |
| SAU (ha)      | 338  | 302  | 290  | 111  |

La commune est dans le Lauragais, une petite région agricole occupant le nord-est du département de la Haute-Garonne, dont les coteaux portent des grandes cultures en sec avec une dominante blé dur et tournesol. En 2020, l'orientation technico-économique de l'agriculture  sur la commune est la culture de céréales et/ou d'oléoprotéagineuses. Quatre exploitations agricoles ayant leur siège dans la commune sont dénombrées lors du recensement agricole de 2020 (six en 1988). La superficie agricole utilisée est de 111 ha,,.

## Culture locale et patrimoine
- Vestiges d'une tour située sur une ancienne motte castrale au lieu-dit la Tour.

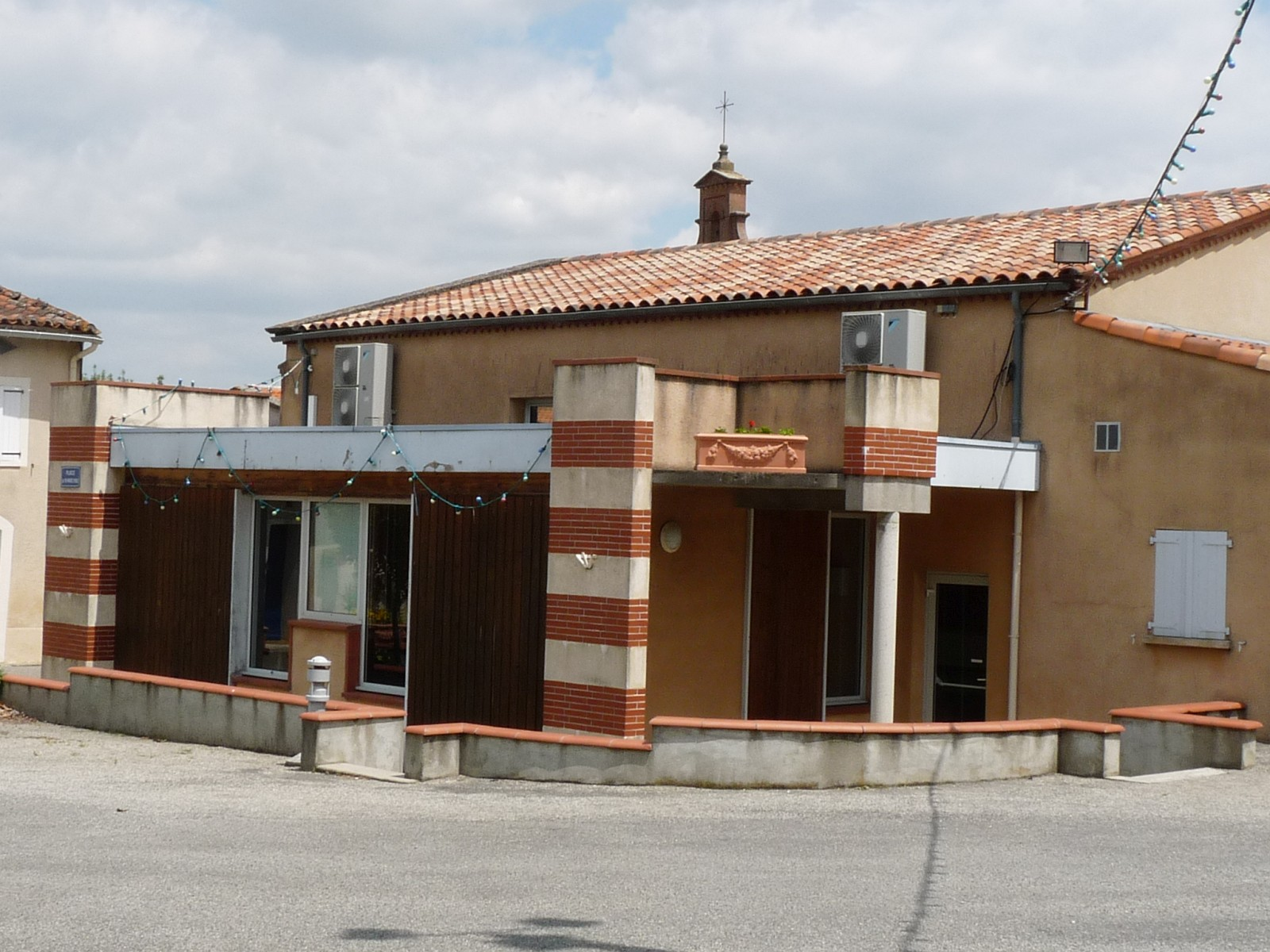
La salle des fêtes.
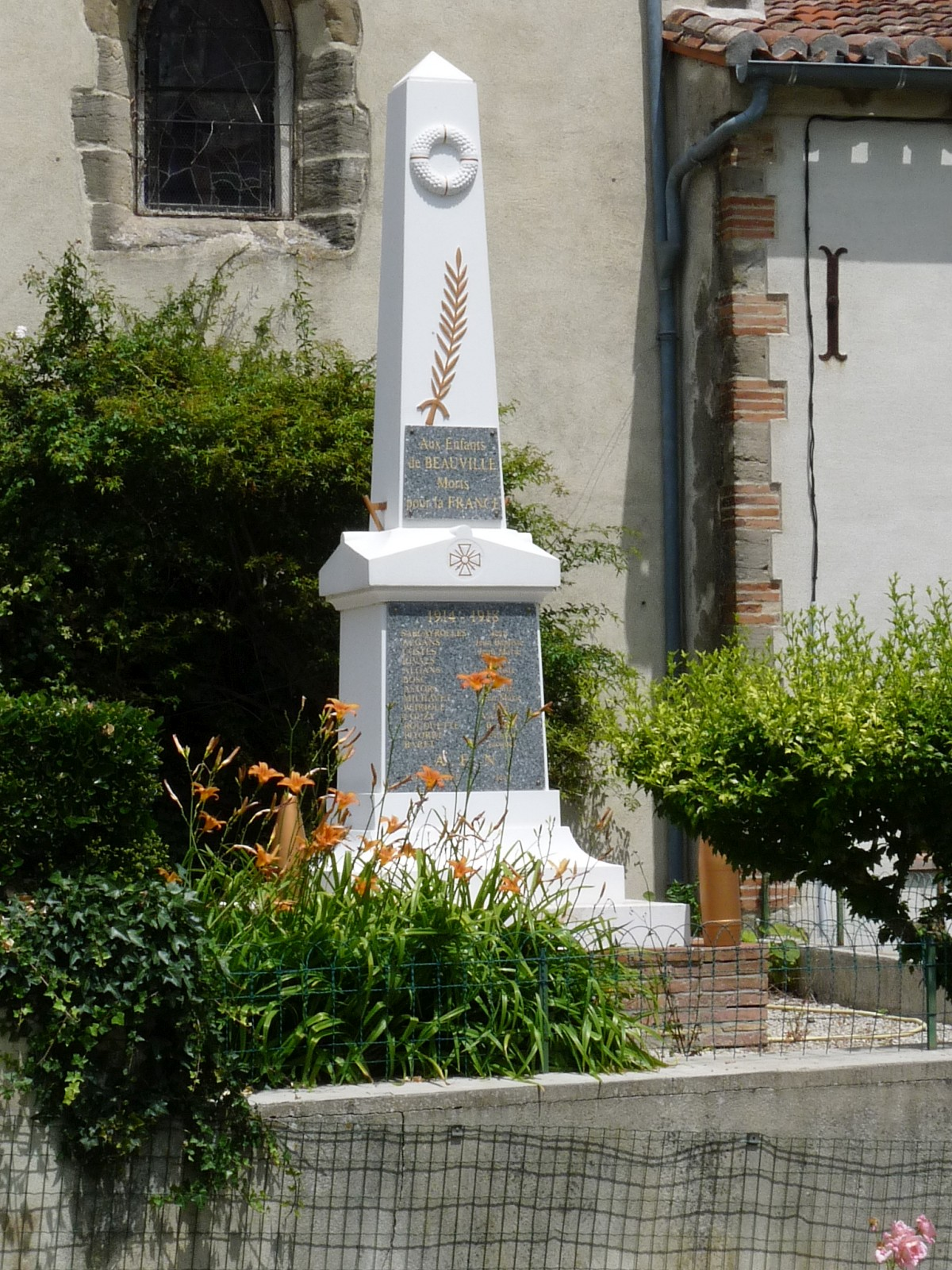
Le monument aux morts.
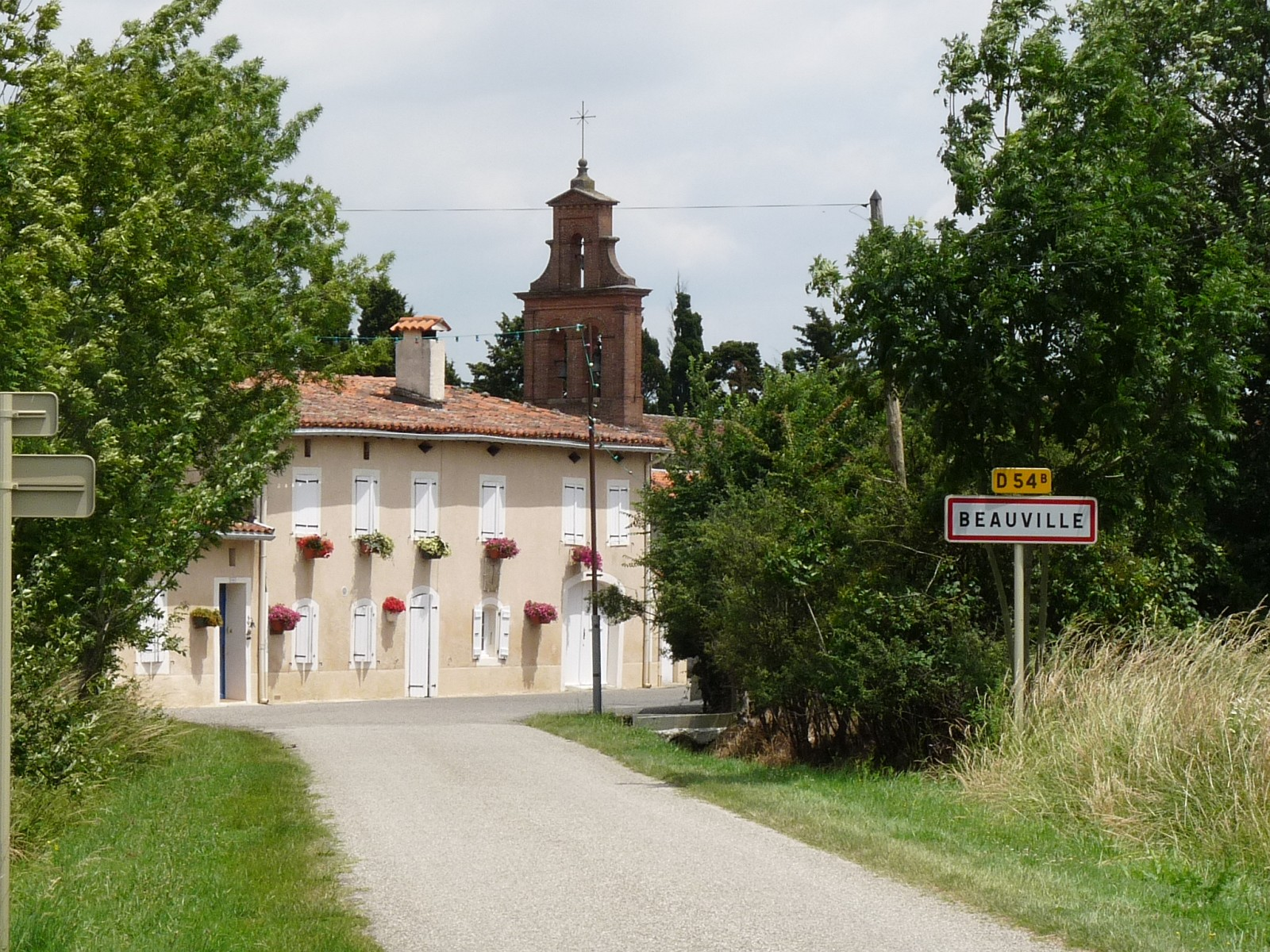
Beauville vue de l'ouest avec vue sur le clocher de l'église.
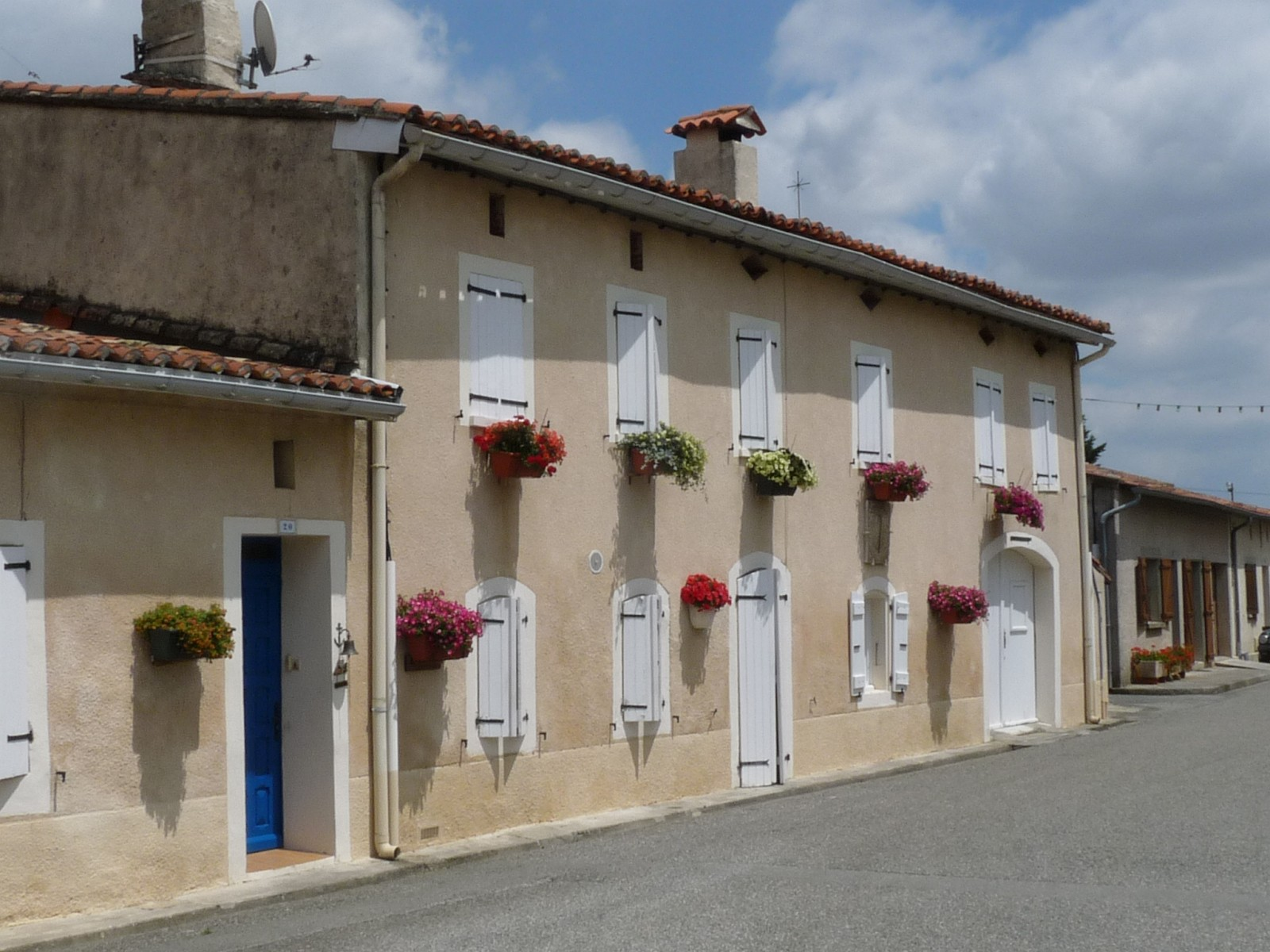
Maison du bourg.

- L'église paroissiale Saint-Jean-Baptiste.

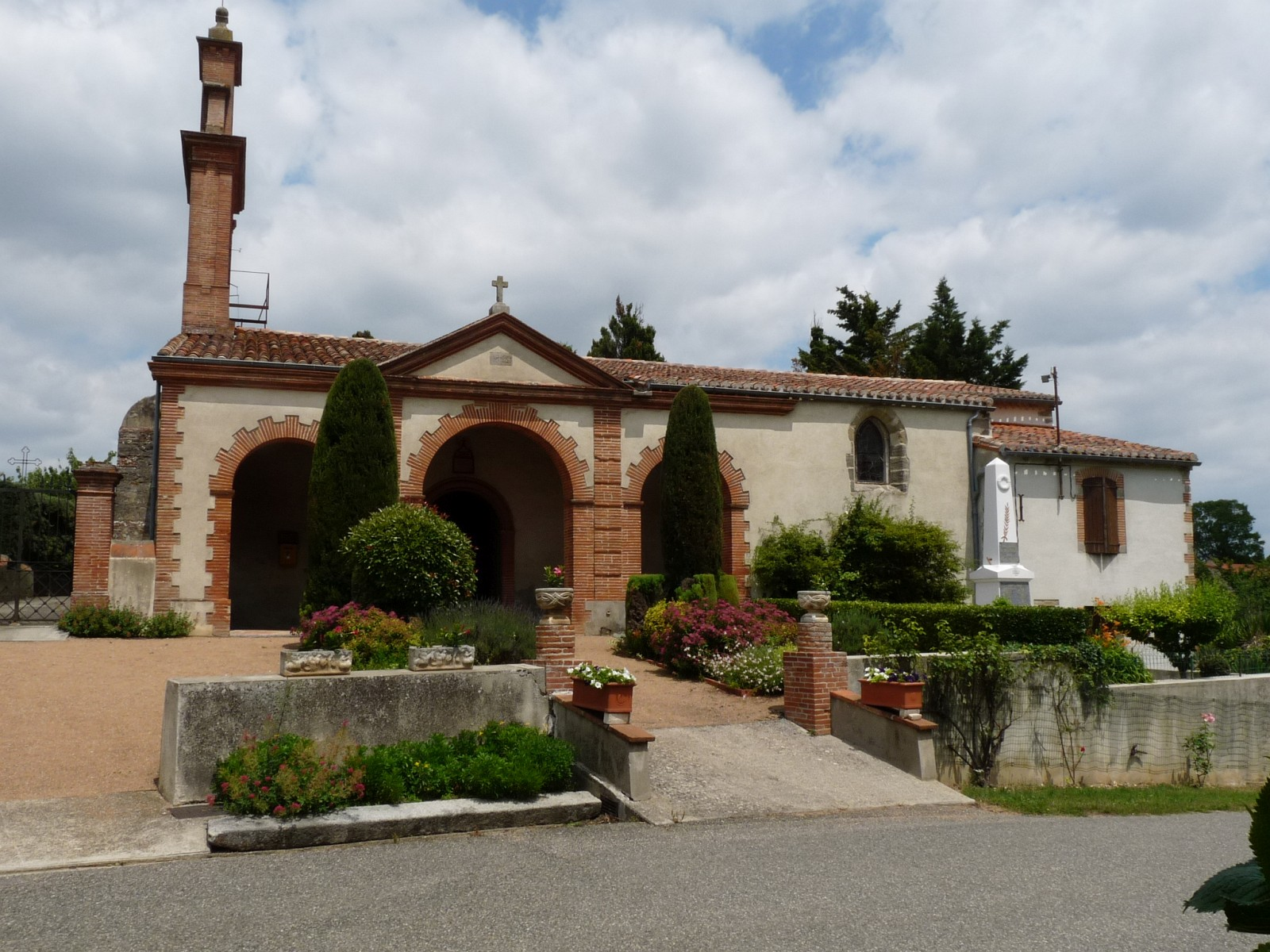
L'église Saint-Jean-Baptiste.
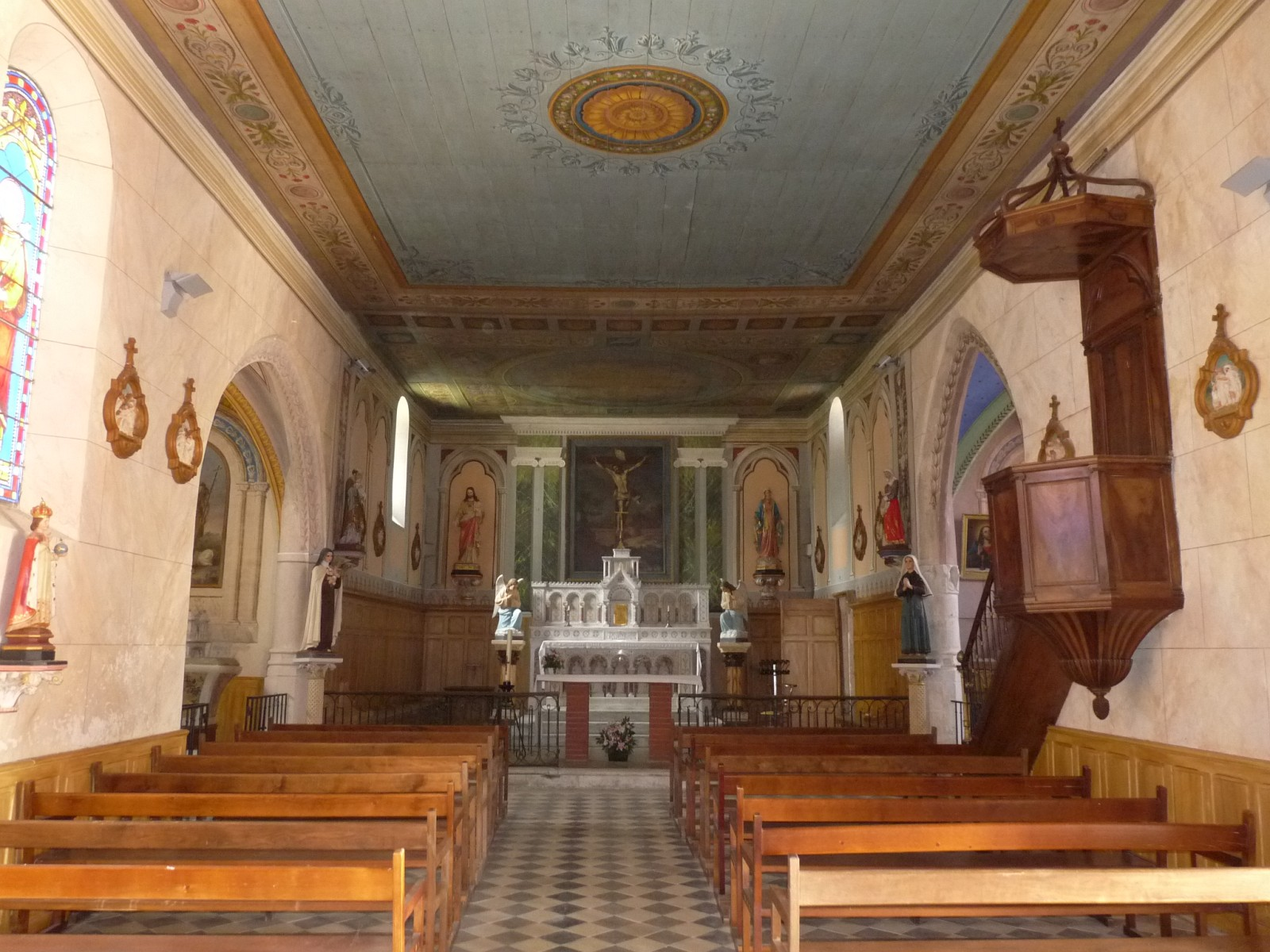
L'intérieur de l'église.
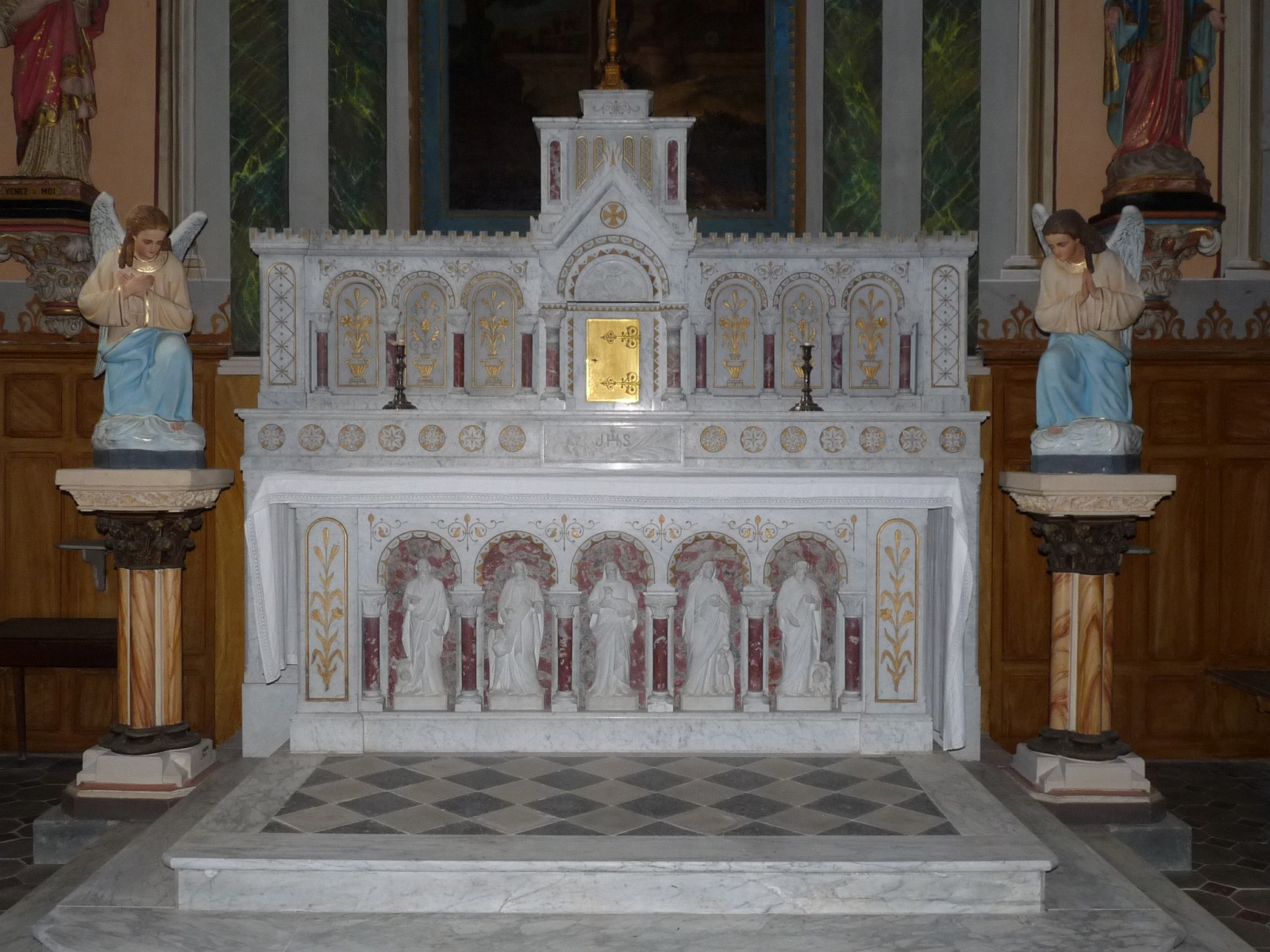
Le maître autel entouré de deux anges adorateurs.
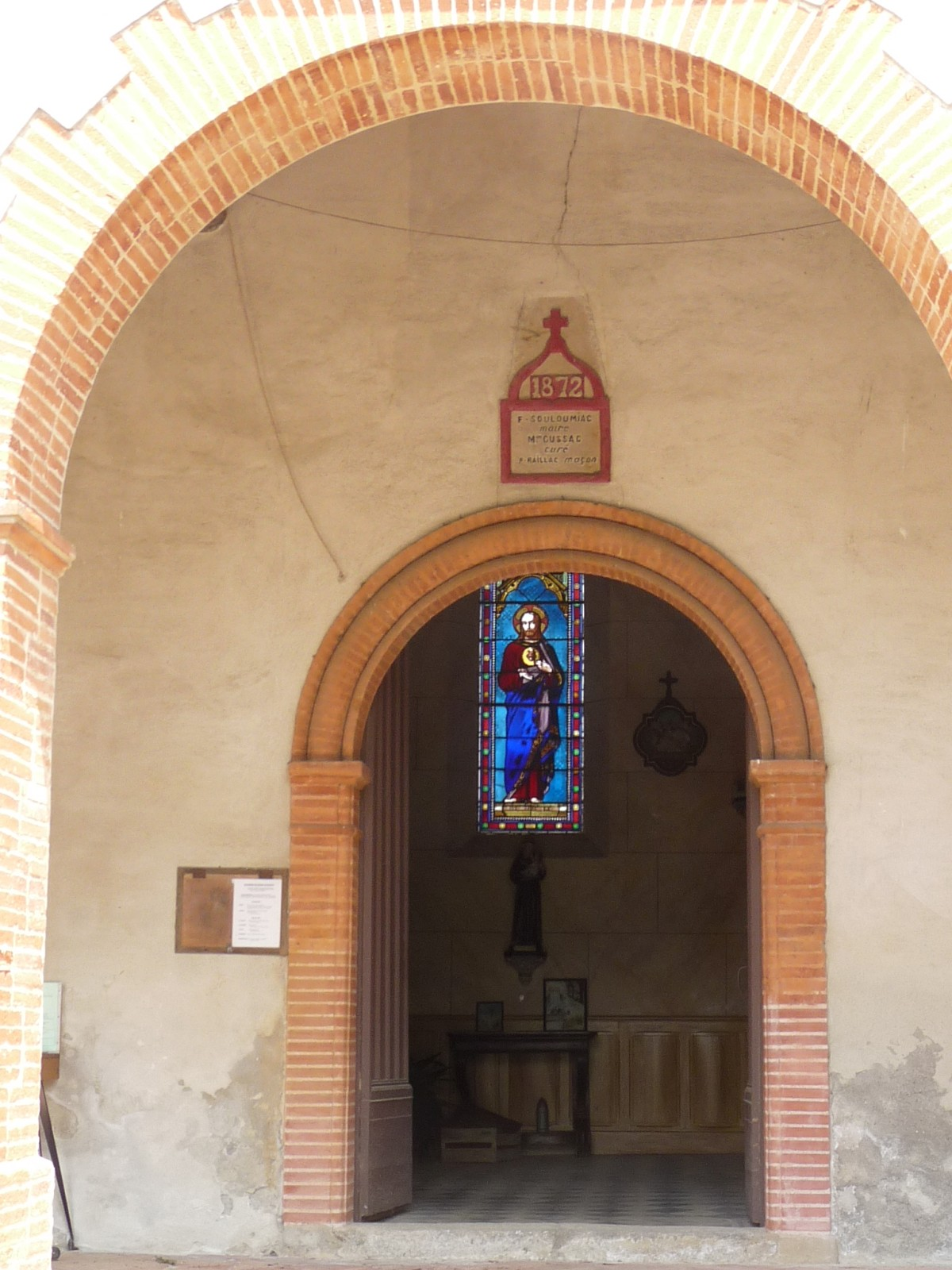
Le porche et l'entrée de l'église. Au-dessus de l'entrée est inscrite la date de 1872. Le vitrail visible dès l'entrée de l'église représente le Sacré-Cœur de Jésus.